# Banda desenhada franco-belga

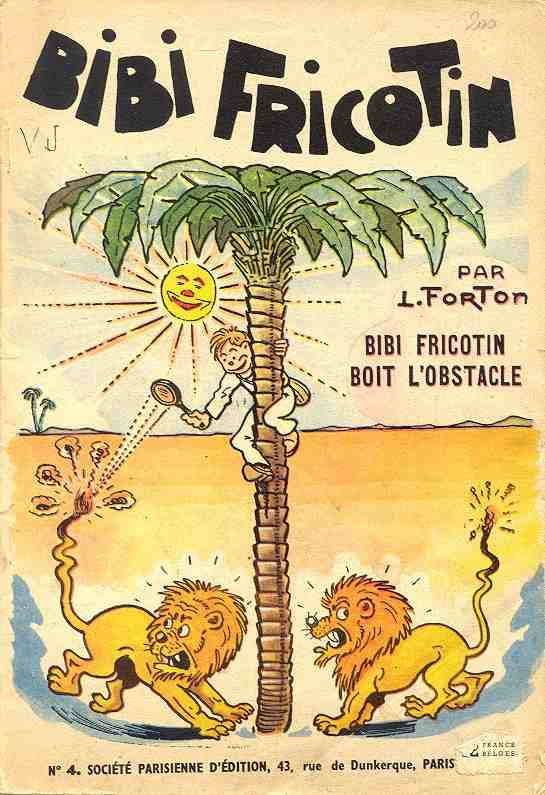
Bibi Fricotin de Louis Forton

Banda Desenhada franco-belga é a banda desenhada criada na França e na Bélgica.
Na Europa, a língua francesa é falada nativamente não só na França, mas também em cerca de 40% da população da Bélgica e cerca de 20% da população da Suíça. A linguagem compartilhada cria um mercado artístico e comercial onde a identidade nacional é muitas vezes turva. Muitos outros países europeus são fortemente influenciados pela banda desenhada franco-belga.
A expressão "banda desenhada franco-belga" remete-nos às banda desenhadas publicadas pelos editores francófonos, mas mais especificamente a todos os estilos comuns à banda desenhada destes dois países ou influenciadas por eles.

## Tentativa de definição

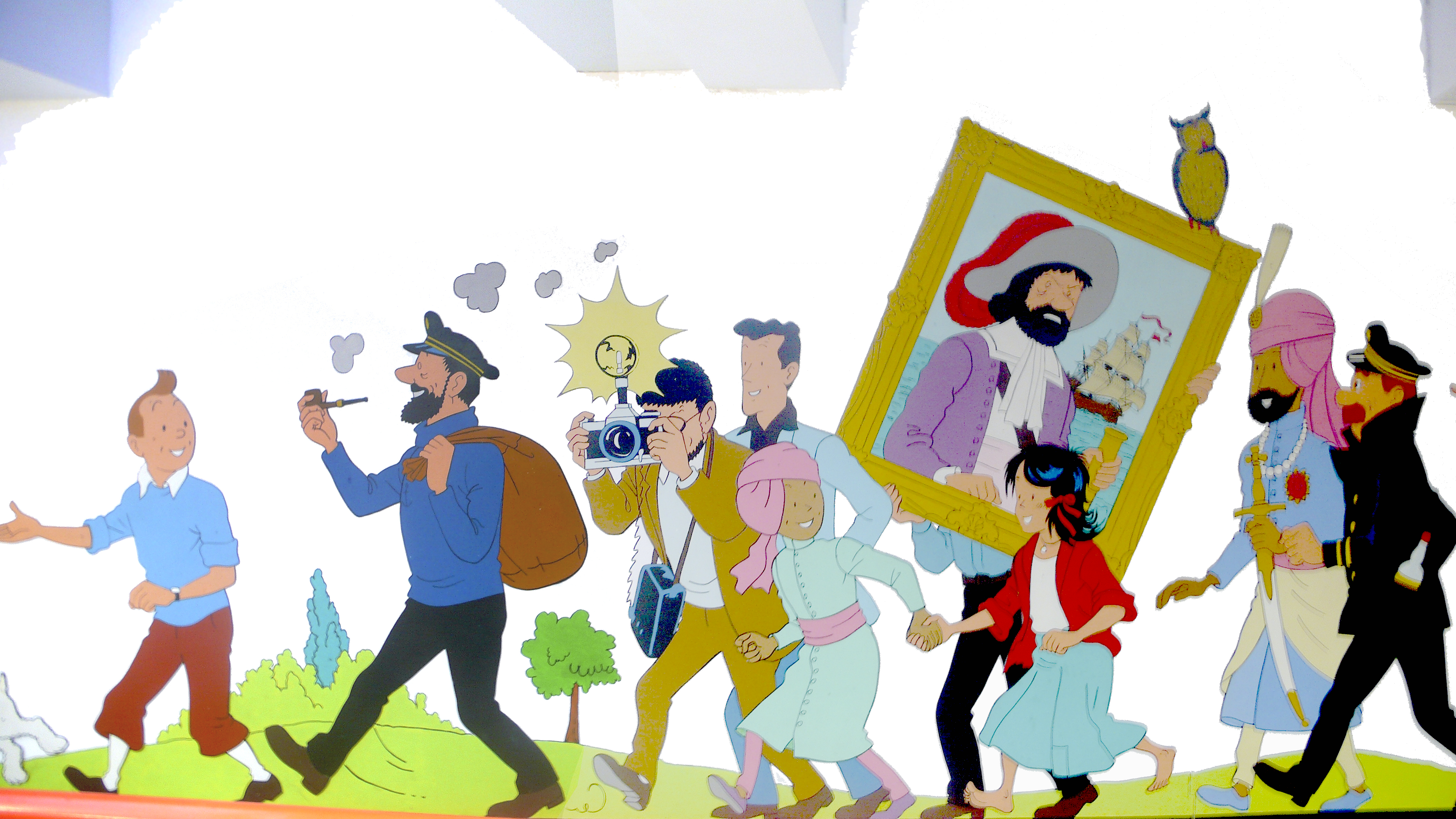
Mural em homenagem a Hergé

A banda desenhada franco-belga como é indicado pela sua etimologia, é feita por autores de origens geográficas e culturais da França e da Bélgica. Estes países têm uma longa tradição na criação de banda desenhada que muito merecidamente ganhou o estatuto de nona arte. Não é à toa que o termo francês bandes dessinées não contém qualquer indicação ao estilo, ao contrário da palavra inglesa "comics" que, por si só, implica ser uma forma de arte para não ser levada a sério. Na verdade, a distinção da banda desenhada como a "nona arte" é comum em França sobe o termo (neuvième art).
Os estilos dominantes são a linha clara, de Hergé, criador de Tintim e o estilo atómico ou "escola de Marcinelle" de artistas do Jornal Spirou como Jijé, Morris e Peyo, esse último se caracteriza por personagens de narizes grandes.
No entanto, após a década de 60, com a influência de novas revistas, como Hara-Kiri, Pilote, Métal Hurlant ou (A SUIVRE), e com editoras como a Casterman, Les Humanoïdes Associés e Futuropolis, a BD Franco Belga, estende-se ao público adulto através de formatos e estilos gráficos muito diferentes.

### Vocabulário
O acrónimo da sigla BD refere-se à expressão francesa "bande dessinée". O termo "Banda desenhada" é uma tradução directa da expressão francesa. É chamada de BD a uma série de desenhos que conta uma história, com ou sem texto, de forma sequencial.
O termo "banda desenhada franco-belga" é amplo, e pode ser aplicado a toda a banda desenhada feita por autores de origem francesa ou belga, bem como a toda a BD influenciada por ela. Também é aplicado a toda a BD publicada originalmente por editores franceses e belgas. O tipo em si, também pode ser caracterizada pelo formato típico em álbum, normalmente com papel de alta qualidade e a cores, de tamanho A4, 22x29 cm (em 8.4x11.6), entre 40 e 60 páginas. Até finais de 1960 a BD franco-belga era caracterizada por álbuns quase exclusivamente para jovens. Esses álbuns eram de capa dura, a cores e continham uma média de 40 páginas.
O termo álbum é usado pela mídia especializada como sinônimo dos termos trade paperback (as edições encadernada de histórias ou arcos de histórias os comics estadunidense) e graphic novel (usado originalmente para definir histórias fechadas).

## História da BD franco-belga
|                                                  |  |                    |
| Uma das caricaturas mais famosas de Caran d'Ache |  | Les Pieds Nickelés |

Durante o século XIX, havia muitos artistas na Europa desenhando cartoons, ocasionalmente, até mesmo utilizando narrativas sequenciais, embora principalmente com legendas e diálogos colocados sob os painéis, em vez de os balões de diálogo comumente usados hoje. Artistas como Gustave Doré, Christophe Albert Robida e Caran d'Ache são apontados como precursores da arte na Europa.
No início do século XX as primeiros bandas desenhadas populares da França apareceram, incluindo Becassine e Les Pieds Nickelés.
Em 1929, começam a ser publicadas na Bélgica, no jornal Le Petit Vingtième As aventuras de Tintim, o famoso repórter de calças de golfe.

### Os anos do pós-guerra
A partir do segundo semestre de 1940, começam a aparecer vários jornais. Ao lançar o Le Journal de Tintin, o editor Raymond Leblanc obteve um grande sucesso editorial e contribui para que a Bélgica, passasse a ser o centro de gravidade da banda desenhada francófona. Outra publicação belga o Jornal Spirou, proporcionou grande concorrência. O conceito de banda desenhada Franco-Belga assume o seu pleno significado, devido ao inter-relacionamento dos mundos profissionais de ambos os países. Na época dourada do Jornal do Tintim, autores como Jacques Martin ou Tibete foram trabalhar para a Bélgica. Pilote, uma revista francesa irá progressivamente competir com os seus dois rivais e irá atrair autores belgas como Morris e Greg.
Quando a BD começa a entrar no mercado francês na década de 50, os autores evitavam quaisquer referência belga demasiado visível, com o objectivo de oferecer aos leitores histórias o mais "universais" possíveis. Várias editoras na Valónia e em Bruxelas impuseram aos autores dos anos cinquenta padrão franceses por razões comerciais (… ) uniformes e sinalização, adoptar critérios hexagonais…  Desaparecem todas as referências a Bélgica, por exemplo, a re-impressões a cores dos primeiros álbuns de Tintim.
a revista Vaillant, Le Jeune Patriote, transformou-se em Pif gadget, difundindo em França uma BD cada vez mais popular, embora as edições em álbum se tornassem cada vez mais raras. Estas publicações permitiram à banda desenhada alcançar o público em geral, especialmente a juventude da época. Até a década de 60, a BD aparece associada às crianças ou ao público jovem tornando-se, por isso, algumas formas de ensino. Será, no entanto, esta juventude que mudará a orientação da BD Franco-Belga a caminho dos adultos.
Os peritos concordam que há duas datas importantes, uma antes e outra depois de Astérix o Gaulês. Astérix é, na realidade, em muitos aspectos considerado como tendo sido o causador do interesse do público em geral pela banda desenhada em França. A partir dos anos 1950-60, vários grandes séries atingem a sua expansão:
- Gaston Lagaffe de Franquin.
- Spirou e Fantásio criada por Rob-Vel e recriada por Franquin.
- Tintim de Hergé
- Os Estrumpfes e João & Pirolito de Peyo.

### Anos 1970 e 1980
Os anos 70 são, em BD, tempo de descoberta e de exploração. Exploração dos estilos gráficos e narrativos.

## Impacto e popularidade
A BD franco-belga foi traduzida em praticamente todas as línguas europeias, com algumas delas desfrutando de sucesso mundial. Algumas revistas foram traduzidos em italiano e espanhol, enquanto que em outros casos, revistas estrangeiras foram preenchidos com o melhor da banda desenhada franco-belga. No entanto, o maior e mais duradouro sucesso foi principalmente para algumas séries iniciadas na década de 1940, 1950 e 1960 (incluindo Lucky Luke, Os Estrumpfes e Asterix) e, naturalmente, o mais antigo de todos, Tintim. Séries recentes, no entanto, não têm obtido um impacto comercial significativo fora dos países francófonos, apesar de a crítica ovacionar autores como Moebius. Em França e na Bélgica, a maioria das revistas desapareceram ou têm uma tiragem muito reduzida, mas o número de álbuns publicados e vendidos tem-se mantido elevado, com os maior mercado a permanecer nos jovens e adolescentes.
A indústria cinematográfica foi dos primeiros interessados na BD franco-belga. O primeiro filme feito a partir da BD Franco-Belga, foi um filme de marionetes, adaptado das Aventuras de Tintim, O Caranguejo das Tenazes de Ouro (1947), realizado por Claude Misonne. O primeiro filme com personagens reais foi o filme francês Tintin et le mystère de la toison d'or (1961). Foi também realizada uma co-produção franco-hispânica El misterio de las naranjas azules (1965), dirigido por Philippe Condroeer, um filme de animação Tintin et le temple du soleil (1969) e uma série de televisão, realizados por Raymond Leblanc nos estúdios belgas Belvision
Astérix também foi adaptada para filmes e animações, com bastante sucesso. A primeira adaptação da banda desenhada foi Asterix the Gaul (1967), dirigido pelo mesmo realizador, que fez Asterix and Cleopatra (1968) e The Twelve Tasks of Asterix (1976). Da série de filmes animados, destaca-se Asterix Versus Caesar (1985), de Paul e Gaeztan Brizzi. Em 1998 começou a ser rodado o filme Asterix and Obelix Take on Caesar (1999), dirigido por Claude Zidi com interpretações de Gérard Depardieu, Christian Clavier, Roberto Begnini e Marianne Sägebrecht.
Houve adaptações de outras séries, como Lucky Luke, uma série de TV realizada por Terence Hill, em 1991, a partir da banda desenhada de Morris.

## Obras destacadas
Entretanto, têm-se produzido centenas de BDs franco-belgas, algumas de maior destaque do que outras, tendo sido traduzidas em várias línguas. A sua maioria, destinadas às crianças e aos adolescentes.
As de maior destaque são:
- Astérix, Goscinny e Uderzo (mais de 310 milhões de álbuns vendidos)[18]
- ''''', Morris e Goscinny (mais de 300 milhões de álbuns vendidos)[19]
- As Aventuras de Tintim de Hergé (mais de 200 milhões de álbuns vendidos)

Outros sucessos incluem:

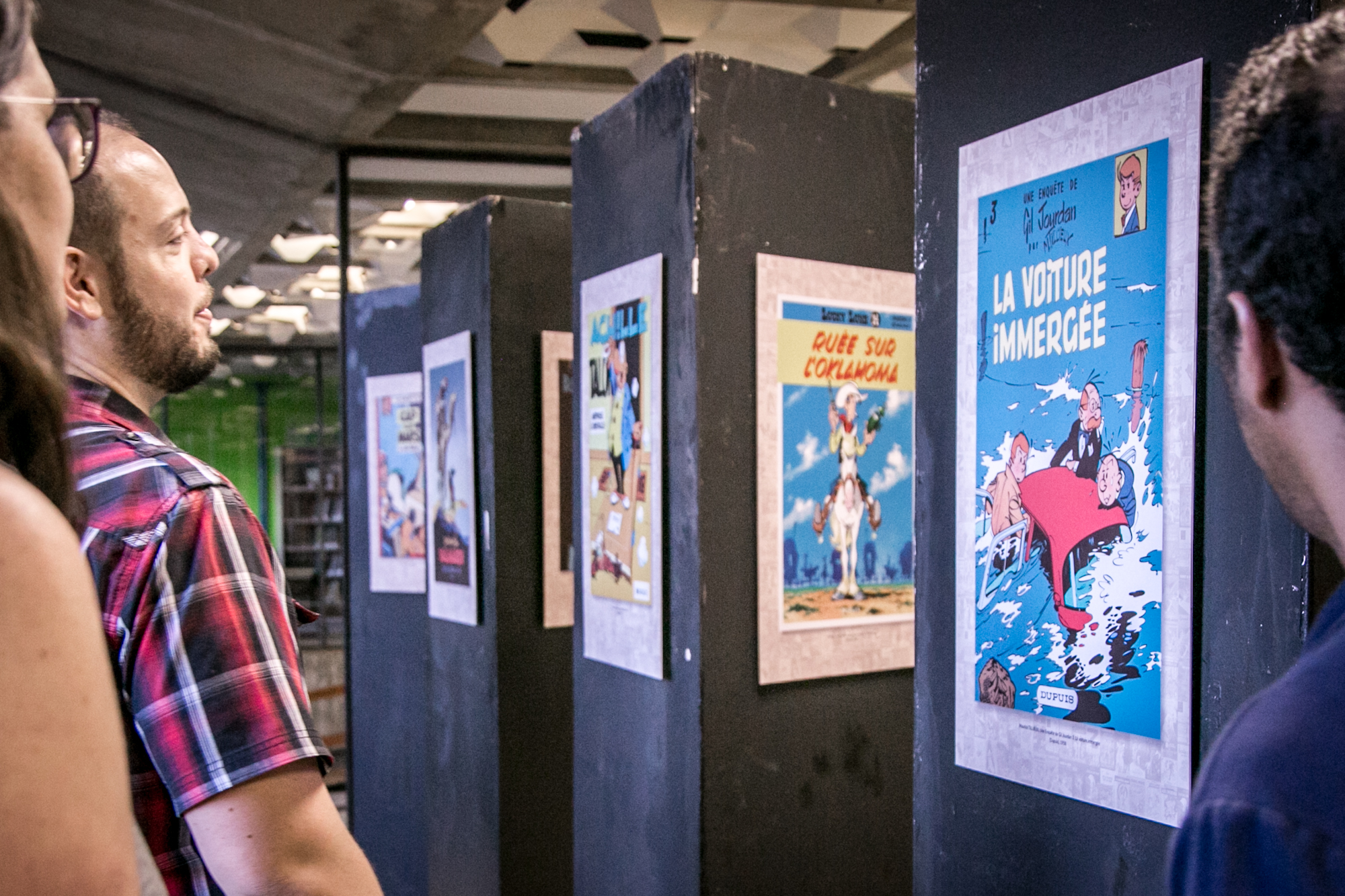
Capas de álbuns de Achille Talon, Lucky Luke e Gil Jourdan em exposição na Biblioteca Central da Universidade de Brasília.

- Gaston Lagaffe, Franquin (50 milhões de álbuns vendidos)[20]
- Os Estrumpfes, Peyo (50 milhões de álbuns vendidos)[21]
- Blake e Mortimer, Edgar P. Jacobs (30 milhões de álbuns vendidos)[22]
- Blueberry, Jean-Michel Charlier e Jean Giraud
- Spirou e Fantásio, Franquin, Jijé e outros
- Iznogoud, Goscinny e Jean Tabary
- Marsupilami, Franquin[23]
- Achille Talon, Greg[24]
- Boule e Bill, Roba (25 milhões de álbuns vendidos)[25]
- Michel Vaillant, Jean Graton (17 milhões de álbuns vendidos)[26]
- Cubitus, Dupa[27]
- Yakari, Derib e Job (8 milhões de álbuns vendidos)[28]
- Buddy Longway, Derib
- Comanche, Greg e Hermann Huppen
- Thorgal, Grzegorz Rosinski, e Jean Van Hamme (11 milhões de álbuns vendidos)
- XIII, William Vance e Jean Van Hamme (10 milhões de álbuns vendidos)[29]
- Largo Winch, Philippe Francq e Jean Van Hamme (8 milhões de álbuns vendidos)

## Revistas e outra publicações
Desde o início do século XX que na França e na Bélgica, houve livros de desenhos, que se converteram em BD. Em 1938 nasce uma das mais importantes publicações que existiu em toda a história da banda desenhada, a revista Spirou, criando confiança e espaço para muitos autores poderem desenvolver o seu estilo nas suas páginas, tais como, Spirou e Fantásio, ou Lucky Luke (Morris, 1947). Os Estrumpfes também apareceram nas páginas de Spirou em 1958 pela mão do lendário Peyo. Além disso, também surgiu a revista do Tintim, criada para publicar as obras da escola de linha clara. Em 1959 aparece a revista Pilote, com autores como Goscinny e Uderzo, os criadores de Astérix e em 1963, Charlier e Giraud criadores de Blueberry.
As revista francesas e belgas tradicionalmente evoluíram da publicação de folhetos periódicos distribuídos em jornais que, por sua vez, tinham evoluído dos folhetos infantis ilustrados dos jornais do século XIX. O seu conteúdo era composto por uma variedade de banda desenhada com quebra-cabeças, concursos e textos. A diferença fundamental é que as revistas tradicionais europeias de banda desenhada, publicavam a um ritmo semanal em comparação com um ritmo de publicação mensal, bimestral ou trimestral dos álbuns. Esta maior frequência, oferecia um maior número de histórias curtas e em consequência uma maior quantidade.
O conteúdo das revistas evoluiu em direcção ao público adulto. É a altura em que surge Pilote, com historias a reflectirem a realidade social e política do momento, dando lugar a personagens e autores novos, como Moebius, definindo novos padrões estéticos. As maiores mudanças surgiram em França com o aparecimento da revista Métal Hurlant em 1975, que marcou a diferença em relação aos semanários juvenis, tanto em termos de qualidade de papel e impressão, como o tipo de público alvo. A sua versão americana,Heavy Metal, criada em 1977, influenciou o surgimento de novas revistas, cujos autores mantêm os direitos das suas criações, por oposição à política tradicional dos editores.
Principais revistas:
- Le Petit Vingtième 1928 - 1940
- Spirou (Dupuis) 1938 - presente
- Vaillant (Éditions Vaillant) 1945 - 1969
- Tintim (Dargaud) 1948 - 1980
- Pilote (Dargaud) 1959 - 1986
- Record (revista BD) (Bonne Presse) 1962 - 1976
- Pif gadget (Pif edition) 1969 - 1994 (republicado a partir de 2004)
- L'Écho des Savannes (Albin Michel) 1972 - 2006
- Fluide Glacial (Audie) 1975 - presente
- Métal Hurlant (Les Humanoïdes Associés) 1975 - 1987
- (A SUIVRE) (Casterman) 1978 - 1997

Principais colecções:
- Dupuis: Lucky Luke, Gaston Lagaffe, Spirou e Fantásio, Boule & Bill, Largo Winch
- Dargaud: Astérix, Achille Talon, Blueberry, Iznogoud, XIII
- Le Lombard: Cubitus, Léonard, Michel Vaillant, Os Estrumpfes, Buddy Longway, Thorgal, Blake e Mortimer
- Casterman: Tintim, Alix, Yakari